# Dyplomacja czekowa
Dyplomacja czekowa (ang. checkbook diplomacy) - termin stosowany do określenia polityki międzynarodowej realizowanej za pomocą środków finansowych.
Został użyty po raz pierwszy na określenie rodzaju zaangażowania się Niemiec i Japonii w I wojnę w Zatoce Perskiej. Państwa te, z uwagi na swoją przeszłość, unikały zaangażowania wojskowego, w zamian za to dostarczając środki finansowe na wykonanie operacji.